# 叶可明
叶可明（1937年3月28日—2021年10月5日），上海金山人，中国建筑工程与土木工程施工技术专家，中国工程院院士。

## 生平
1937年出生于上海金山县，1962年毕业于同济大学。1995年当选为中国工程院院士。
2021年10月5日于上海华东医院去世。